# Resolució 88 del Consell de Seguretat de les Nacions Unides
La Resolució 88 del Consell de Seguretat de les Nacions Unides, aprovada el 8 de novembre de 1950, en concordança amb la regla 39 de les regles provisionals del procediment, el Consell va convocar a un representant de la República Popular de la Xina perquè estigués present durant la discussió del Consell sobre l'informe especial del Comandament de les Nacions Unides a Corea.
La resolució va ser aprovada per 8 vots, amb 2 vots en contra de la República de la Xina (Taiwan) i Cuba i l'abstenció d'Egipte.